# Museo Salinas Siglo XXI
El Museo Salinas Siglo XXI, también conocido como Museo de la Gran Península, está ubicado en Salinas, Ecuador en las calles Malecón y Guayas y Quil. Dispone de una sala arqueológica, una sala de exposiciones temporales, una sala naval y un patio de armas, forman el componente cultural del museo.

## Salas

### Sala Arqueológica
Esta sala presenta una muestra completa de las culturas que se asentaron en esta gran península, bienes de las culturas Valdivia, Machalilla y Engoroy (Chorrera) del periodo Formativo (4200 a. C. – 500 a. C.), Guangala y Jambelí del periodo Desarrollo Regional (500 a. C. – 500 d. C.) y Manteño-Guancavilca del periodo de Integración (500 d-C. – 1530), donde se destacan estatuillas antropomorfas y zoomorfas, vasijas ceremoniales y utilitarias, botellas silbato, hachas de piedra, collares con cuentas de Spondylus, pitos y ocarinas y una diversidad de sellos tanto cilíndricos como planos.

### Sala Naval
Esta sala exhive una maqueta de una balsa Manteña-Guancavilca, reproducida de acuerdo a la descripción de Sámano de 1526. Los Manteños-Guancavilcas llevaban en sus grandes balsas vasijas de color negra, manos y metates de piedra para la molienda de granos; pesos esféricos de piedra para las redes y ojivales para los buzos los cuales sirvieron también para golpear y desprender las conchas Spondylus adheridas a las rocas; objetos de cobre como hachas con mango y hachas monedas y, de concha Spondylus, cuentas de formas circulares y rectangulares las que eran comercializadas junto con el material de cobre, en México y Perú, son las evidencias de los últimos mil años de navegación en Ecuador.
Una maqueta que reproduce el galeón Jesús María de la Limpia Concepción más conocido como La Capitana, nos traslada a la época de la Colonia y en las vitrinas se exhibe lo rescatado en dicho galeón que encalló en 1654 en las costas de Chanduy.
Monedas de 1, 2, 4, y 8 reales llamadas macuquinas o machacadas que fueron hechas en plata y trasladadas en las embarcaciones hasta Panamá y de allí al Caribe para ser llevadas a Europa; fragmentos de cubiertos y platos de plata y de cerámica conocida como mayólica, barras de estaño, de plata, balas de cañón tanto de bronce como de hierro y las de plomo para los mosquetes.
Una cruz de oro con inscripciones en latín, un arete con perla, bases de mechero y candelabro de plata, una hebilla, pendientes de metal y de agate corresponden al material de uso personal usado por los pasajeros que viajaban en esta nave y que encalló frente a las costas del poblado El Real.
Este material único en su género se exhibe por primera vez en el país y en este Museo.
- Datos: Q6033733